# Carolina d'Assia-Rheinfels-Rotenburg
Carolina d'Assia-Rheinfels-Rotenburg (Rotenburg, 18 agosto 1714 – Parigi, 14 giugno 1741) fu una principessa dello Stato tedesco di Assia-Rotenburg per nascita e Principessa di Condé per matrimonio.
Era la figlia di Ernesto Leopoldo, langravio d'Assia-Rotenburg, e della moglie Eleonora Maria di Löwenstein-Wertheim-Rochefort.

## Biografia
Carolina era una dei dieci figli dei genitori:
- Giuseppe (23 settembre 1705 – 24 giugno 1744), sposò Cristina di Salm (1707-1775), ma non ebbe eredi maschi;
- Polissena Cristina (21 settembre 1706 – 13 gennaio 1735), nel 1724 sposò Carlo Emanuele III di Savoia, re di Sardegna (1701-1773);
- Guglielmina Maddalena Leopoldina (10 ottobre 1707 – 6 gennaio 1708);
- Guglielmo (5 ottobre 1708 – 1708);
- Sofia (1709-1711);
- Francesco Alessandro (7 dicembre 1710 – 22 luglio 1739);
- Eleonora (17 ottobre 1712 – 23 maggio 1759), sposò il conte palatino Giovanni Cristiano di Sulzbach (1700-1733);
- Costantino (24 maggio 1716 – 30 dicembre 1778), successore del padre;
- Cristina Enrichetta (21 novembre 1717 – 1º settembre 1778), nel 1740 sposò Luigi Vittorio di Savoia, principe di Carignano (1721-1778); fu la madre della principessa Maria Teresa Luisa di Savoia-Carignano.

Il 24 luglio 1728 Carolina sposò Luigi Enrico, duca di Borbone a Sarry, in Francia; lo sposo era un nipote di re Luigi XIV di Francia attraverso la madre, che a sua volta era una figlia naturale e poi legittimata del Re Sole e della di lui amante Madame de Montespan. Luigi Enrico era anche un Principe del Sangue e capo della Casa di Condé.
In gioventù Luigi Enrico era stato un uomo bello ed attraente, ma quando sposò Carolina in seconde nozze aveva ormai trentasei anni ed aveva perso la vista da un occhio, a causa di un incidente di caccia con il Duca di Berry, avvenuto nel 1713. Dopo il matrimonio, Carolina venne conosciuta con l'appellativo di Madame la Duchesse.
La precedente Principessa di Condé era stata l'insulsa Maria Anna di Borbone-Conti (1689-1720), morta otto anni prima del secondo matrimonio del marito lasciato vedovo con Carolina; Maria Anna era stata prima cugina del marito ed era morta senza dare un erede alla Casata. Carolina era stata anche inserita in una lista di possibili mogli per re Luigi XV di Francia, ma venne scartata a causa del suo cattivo carattere. Carolina venne comunque descritta come una ragazza carina quando arrivò a corte; nel 1730 il marito venne perdonato dal Re e gli fu concesso di ritornare a Parigi dal suo esilio al castello di Chantilly iniziato nel 1725. Carolina ed il marito vissero tranquillamente al Palazzo Borbone, costruito dalla suocera di Carolina, Luisa Francesca di Borbone-Francia.
Otto anni dopo il matrimonio, Carolina diede un figlio al marito:
- Luigi Giuseppe di Borbone-Condé (9 agosto 1736 – 13 maggio 1818), futuro Principe di Condé; sposò Carlotta di Rohan, figlia di Charles de Rohan, principe di Soubise, da cui ebbe tre figli.

Il principe Luigi Enrico morì al castello di Chantilly il 27 gennaio 1740 Carolina morì l'anno successivo, nel giugno 1741, a Parigi, lasciando il figlio di cinque anni orfano. Venne sepolta nel convento carmelitano di Faubourg Saint-Jacques, a Parigi.
Nel 1767 sua nipote, la principessa Maria Teresa Luisa di Savoia-Carignano, sposò il giovane Luigi Alessandro di Borbone-Penthièvre, principe di Lamballe; l'anno seguente sarebbe rimasta vedova e divenne una grande amica della regina Maria Antonietta, per poi venire uccisa nei massacri di settembre del 1792.

## Ascendenza
|                                                                       |                                                          |                                                            | Genitori                                                   |  |  | Nonni |  |  | Bisnonni                                         |  |  | Trisnonni                          |  |
|                                                                       |                                                          |                                                            |                                                            |  |  |       |  |  | Ernesto I, langravio d'Assia-Rheinfels-Rotenburg |  |  | Maurizio, langravio d'Assia-Kassel |  |
|                                                                       |                                                          |                                                            |                                                            |  |  |       |  |  | Ernesto I, langravio d'Assia-Rheinfels-Rotenburg |  |  | Maurizio, langravio d'Assia-Kassel |  |
|                                                                       |                                                          | contessa Giuliana di Nassau-Dillenburg                     |                                                            |  |  |       |  |  | Ernesto I, langravio d'Assia-Rheinfels-Rotenburg |  |  |                                    |  |
| Guglielmo, langravio d'Assia-Rotenburg                                |                                                          |                                                            |                                                            |  |  |       |  |  | Ernesto I, langravio d'Assia-Rheinfels-Rotenburg |  |  |                                    |  |
|                                                                       |                                                          | contessa Maria Eleonora di Solms-Hohensolms                | Filippo Reinardo I, conte di Solms-Hohensolms              |  |  |       |  |  |                                                  |  |  |                                    |  |
|                                                                       |                                                          | contessa Maria Eleonora di Solms-Hohensolms                | Filippo Reinardo I, conte di Solms-Hohensolms              |  |  |       |  |  |                                                  |  |  |                                    |  |
|                                                                       |                                                          | contessa Maria Eleonora di Solms-Hohensolms                | contessa Elisabetta di Wied                                |  |  |       |  |  |                                                  |  |  |                                    |  |
| Ernesto Leopoldo, langravio d'Assia-Rotenburg                         |                                                          | contessa Maria Eleonora di Solms-Hohensolms                |                                                            |  |  |       |  |  |                                                  |  |  |                                    |  |
|                                                                       |                                                          | Ferdinando Carlo, conte di Löwenstein-Wertheim-Rochefort   | Giovanni Teodorico, conte di Löwenstein-Wertheim-Rochefort |  |  |       |  |  |                                                  |  |  |                                    |  |
|                                                                       |                                                          | Ferdinando Carlo, conte di Löwenstein-Wertheim-Rochefort   | Giovanni Teodorico, conte di Löwenstein-Wertheim-Rochefort |  |  |       |  |  |                                                  |  |  |                                    |  |
|                                                                       |                                                          | Ferdinando Carlo, conte di Löwenstein-Wertheim-Rochefort   | contessa Josine von der Marck                              |  |  |       |  |  |                                                  |  |  |                                    |  |
| Maria Anna of Löwenstein-Wertheim-Rochefort                           |                                                          | Ferdinando Carlo, conte di Löwenstein-Wertheim-Rochefort   |                                                            |  |  |       |  |  |                                                  |  |  |                                    |  |
|                                                                       |                                                          | contessa e langravia Anna Maria Fürstenberg-Heiligenberg   | Egon VIII, conte e langravio di Fürstenberg-Heiligenberg   |  |  |       |  |  |                                                  |  |  |                                    |  |
|                                                                       |                                                          | contessa e langravia Anna Maria Fürstenberg-Heiligenberg   | Egon VIII, conte e langravio di Fürstenberg-Heiligenberg   |  |  |       |  |  |                                                  |  |  |                                    |  |
|                                                                       |                                                          | contessa e langravia Anna Maria Fürstenberg-Heiligenberg   | principessa Anna Maria di Hohenzollern-Hechingen           |  |  |       |  |  |                                                  |  |  |                                    |  |
| principessa Carolina d'Assia-Rotenburg                                |                                                          | contessa e langravia Anna Maria Fürstenberg-Heiligenberg   |                                                            |  |  |       |  |  |                                                  |  |  |                                    |  |
|                                                                       | Ferdinando Carlo, conte di Löwenstein-Wertheim-Rochefort | Giovanni Teodorico, conte di Löwenstein-Wertheim-Rochefort |                                                            |  |  |       |  |  |                                                  |  |  |                                    |  |
|                                                                       | Ferdinando Carlo, conte di Löwenstein-Wertheim-Rochefort | Giovanni Teodorico, conte di Löwenstein-Wertheim-Rochefort |                                                            |  |  |       |  |  |                                                  |  |  |                                    |  |
|                                                                       | Ferdinando Carlo, conte di Löwenstein-Wertheim-Rochefort | contessa Josine von der Marck                              |                                                            |  |  |       |  |  |                                                  |  |  |                                    |  |
| Massimiliano Carlo, principe di Löwenstein-Wertheim-Rochefort         | Ferdinando Carlo, conte di Löwenstein-Wertheim-Rochefort |                                                            |                                                            |  |  |       |  |  |                                                  |  |  |                                    |  |
|                                                                       |                                                          | contessa e langravia Anna Maria Fürstenberg-Heiligenberg   | Egon VIII, conte e langravio di Fürstenberg-Heiligenberg   |  |  |       |  |  |                                                  |  |  |                                    |  |
|                                                                       |                                                          | contessa e langravia Anna Maria Fürstenberg-Heiligenberg   | Egon VIII, conte e langravio di Fürstenberg-Heiligenberg   |  |  |       |  |  |                                                  |  |  |                                    |  |
|                                                                       |                                                          | contessa e langravia Anna Maria Fürstenberg-Heiligenberg   | principessa Anna Maria di Hohenzollern-Hechingen           |  |  |       |  |  |                                                  |  |  |                                    |  |
| contessa Eleonora Maria di Löwenstein-Wertheim-Rochefort              |                                                          | contessa e langravia Anna Maria Fürstenberg-Heiligenberg   |                                                            |  |  |       |  |  |                                                  |  |  |                                    |  |
|                                                                       |                                                          | Mathias Khuen von Belasi, conte di Lichtenberg e Gandegg   | Jakob Khuen von Belasi, conte di Lichtenberg e Gandegg     |  |  |       |  |  |                                                  |  |  |                                    |  |
|                                                                       |                                                          | Mathias Khuen von Belasi, conte di Lichtenberg e Gandegg   | Jakob Khuen von Belasi, conte di Lichtenberg e Gandegg     |  |  |       |  |  |                                                  |  |  |                                    |  |
|                                                                       |                                                          | Mathias Khuen von Belasi, conte di Lichtenberg e Gandegg   | baronessa Siguna Margaretha von Annenberg ,                |  |  |       |  |  |                                                  |  |  |                                    |  |
| contessa Maria Polissena Khuen von Belasi von Lichtenberg und Gandegg |                                                          | Mathias Khuen von Belasi, conte di Lichtenberg e Gandegg   |                                                            |  |  |       |  |  |                                                  |  |  |                                    |  |
|                                                                       |                                                          | contessa Anna Susanna von Meggau                           | Ferdinand Balthasar, conte di Meggau                       |  |  |       |  |  |                                                  |  |  |                                    |  |
|                                                                       |                                                          | contessa Anna Susanna von Meggau                           | Ferdinand Balthasar, conte di Meggau                       |  |  |       |  |  |                                                  |  |  |                                    |  |
|                                                                       |                                                          | contessa Anna Susanna von Meggau                           | contessa Esther von Sulz                                   |  |  |       |  |  |                                                  |  |  |                                    |  |
|                                                                       |                                                          | contessa Anna Susanna von Meggau                           |                                                            |  |  |       |  |  |                                                  |  |  |                                    |  |

## Titoli nobiliari
- 18 agosto 1714 – 24 luglio 1728: Sua Altezza Serenissima Langravia Carolina d'Assia-Rheinfels-Rotenburg
- 24 luglio 1728 – 27 gennaio 1740: Sua Altezza Serenissima la Principessa di Condé, Duchessa di Borbone
- 27 gennaio 1740 – 14 giugno 1741: Sua Altezza Serenissima la Principessa Madre di Condé, Duchessa Madre di Borbone